# Marko Yli-Hannuksela
Marko Yli-Hannuksela (Ilmajoki, 21 de diciembre de 1973) es un deportista finlandés que compitió en lucha grecorromana.
Participó en tres Juegos Olímpicos de Verano, obteniendo en total dos medallas, plata en Atenas 2004 y bronce en Sídney 2000, y el 15.º lugar en Atlanta 1996.
Ganó tres medallas en el Campeonato Mundial de Lucha entre los años 1997 y 2006, y dos medallas en el Campeonato Europeo de Lucha, en los años 1995 y 2002.

## Palmarés internacional
| Juegos Olímpicos   | Juegos Olímpicos      | Juegos Olímpicos  | Juegos Olímpicos |
| Año                | Lugar                 | Medalla           | Categoría        |
| ------------------ | --------------------- | ----------------- | ---------------- |
| 2000               | Sídney (Australia)    | Medalla de bronce | 76 kg            |
| 2004               | Atenas (Grecia)       | Medalla de plata  | 74 kg            |
| Campeonato Mundial |                       |                   |                  |
| Año                | Lugar                 | Medalla           | Categoría        |
| 1997               | Breslau (Polonia)     | Medalla de oro    | 76 kg            |
| 2005               | Budapest (Hungría)    | Medalla de bronce | 74 kg            |
| 2006               | Cantón (China)        | Medalla de plata  | 74 kg            |
| Campeonato Europeo |                       |                   |                  |
| Año                | Lugar                 | Medalla           | Categoría        |
| 1995               | Friburgo (Alemania)   | Medalla de bronce | 68 kg            |
| 2002               | Seinäjoki (Finlandia) | Medalla de bronce | 74 kg            |